# Cladocarpus moderatus
Cladocarpus moderatus is een hydroïdpoliep uit de familie Aglaopheniidae. De poliep komt uit het geslacht Cladocarpus. Cladocarpus moderatus werd in 1948 voor het eerst wetenschappelijk beschreven door Fraser. 